# André Steiner (Ruderer)
André Steiner (* 8. Februar 1970 in Gera) ist ein ehemaliger deutscher Ruderer, der 1996 Olympiasieger wurde.
Steiner gewann 1987 bei den Junioren-Weltmeisterschaften den Titel im Doppelzweier. 1989 erhielt er den Meistertitel der DDR im Doppelvierer. 1991 gewann Steiner, seinerzeit für die Potsdamer Ruder-Gesellschaft startend, zusammen mit Oliver Grüner im Doppelzweier Bronze bei den Ruder-Weltmeisterschaften. Beide verpassten aber die Olympischen Sommerspiele 1992 in Barcelona.
In Barcelona hatte der deutsche Doppelvierer in der Besetzung André Willms, Stephan Volkert, Andreas Hajek und Michael Steinbach die Goldmedaille gewonnen. André Steiner, mittlerweile für den Berliner Ruder-Club antretend, ersetzte Steinbach 1993. Der Doppelvierer siegte bei den Weltmeisterschaften 1993 in Račice (Tschechien) und Steiner gewann seinen ersten großen Titel. 1994 rückte Torsten Weishaupt für Willms ins Boot, in der Besetzung Weishaupt, Volkert, Hajek und Steiner belegte der Vierer enttäuschend den dritten Platz bei den Weltmeisterschaften in Indianapolis (USA) hinter den Booten aus Italien und aus der Ukraine. Alle drei Boote blieben erstmals unter der damaligen Weltrekordzeit von 5:40 min.
1995 verteidigten die Italiener ihren Weltmeistertitel vor dem deutschen Vierer. Steiner und Volkert saßen allerdings nicht im Doppelvierer, sondern erruderten bei den Weltmeisterschaften die Silbermedaille im Doppelzweier. Für die Olympischen Spiele 1996 in Atlanta kehrten die Ruderer des Weltmeisterbootes von 1993 in den Doppelvierer zurück. Willms, Volkert, Hajek und Steiner gewannen Gold vor den Booten aus den USA und aus Australien. Während Wilms, Volkert und Hajek ihre Karriere fortsetzten, schied der damalige Student der Zahnmedizin Steiner nach dem Olympiasieg aus der Nationalmannschaft aus.
Inzwischen arbeitet er als promovierter Zahnarzt in Berlin.